# Afronycteris nanus
Afronycteris nanus е вид бозайник от семейство Гладконоси прилепи (Vespertilionidae).

## Разпространение и местообитание
Видът е разпространен в голяма част от Африка на юг от Сахара, с изключение на пустините Намиб и Калахари. Среща се в низинните и планински дъждовни гори, в откритата савана и други гористи местообитания като плантации. Понастоящем се разпознават шест подвида:
- Afronycteris nanus nanus – от Демократична република Конго и Танзания, на юг до Квазулу-Натал
- Afronycteris nanus africanus – от Етиопия до Демократична република Конго
- Afronycteris nanus culex – от Нигерия до Гана
- Afronycteris nanus fouriei – южна Ангола и западна Замбия
- Afronycteris nanus meesteri – югоизточна Южна Африка
- Afronycteris nanus stampflii – от Кот д'Ивоар до Сиера Леоне